# Saku (Estonia)
Saku es un municipio estonio perteneciente al condado de Harju.
A 1 de enero de 2016 tiene 9276 habitantes en una superficie de 171 km².
La mitad de la población vive en la capital Saku, que en la práctica es un barrio periférico de la capital nacional Tallin. Otra localidad importante es Kiisa, con unos setecientos habitantes. El resto de la población vive en 19 pequeñas localidades rurales (población año 2011): 
- Jälgimäe 289
- Juuliku 340
- Kajamaa 61
- Kasemetsa 307
- Kiisa 713
- Kirdalu 86
- Kurtna 311
- Lokuti 80
- Männiku 281
- Metsanurme 523
- Rahula 143
- Roobuka 407
- Saku 4,549
- Saue 114
- Saustinõmme 148
- Sookaera-Metsanurga 20
- Tagadi 220
- Tammejärve 18
- Tammemäe 35
- Tänassilma 362
- Tõdva 107
- Üksnurme 504

Se ubica junto a la entrada a la capital nacional por la carretera 4, que une Tallin con Pärnu, así como sobre el ferrocarril que une dichas ciudades.